# Heilig Hartbeeld (Escharen)
Het Heilig Hartbeeld is een standbeeld in de Nederlandse plaats Escharen.

## Beschrijving
De stenen Christusfiguur staat met zijn linkerhand afhangend langs zijn lichaam. Zijn rechterhand rust op het hart op zijn borst. Het Heilig Hartbeeld, op een bakstenen sokkel, staat ten noorden van de toren van de H. Lambertuskerk.

## Rijksmonument
Het beeldhouwwerk is erkend als rijksmonument, onder meer "als bijzondere uitdrukking van een sociale en geestelijke ontwikkeling, in het bijzonder de ontwikkeling van de katholieke H. Hartdevotie, het is tevens van belang voor de typologische ontwikkeling van het H. Hartbeeld."